# Помста (телесеріал, 2013)
İntikam (укр. Помста) — турецький драматичний телесеріал, який транслювався на турецькому Kanal D. Головні ролі виконали Берен Саат та Їгіт Озшенер. Вперше вийшов на екрани 3 січня 2013 року. Серіал є турецькою версією американського телесеріалу ABC «Помста», створеного Майком Келлі.

## Сюжет
Ягмур Озден переїжджає в багатий район на березі Босфору в Стамбулі. Її справжнє ім'я Дерін Челік.
Батька Ягмур Аділя, звинуватили у злочині, якого він не скоював та відправили до в'язниці.
Дерін потрапила до дитячого будинку і вважала, що її батько винен у скоєному злочині.
Аділь хотів, щоб його донька дізналася правду, тому вів щоденник, щоб віддати їй. Дерін дізналася правду про свого батька, коли їй було 18 років. Але було вже пізно, він помер у в'язниці як невинна людина.
Дерін приїжджає в район свого дитинства під новим іменем, щоб помститися людям, які зрадили її батька.

## Актори та ролі
| Актор             | Роль                    |            |                         |
| ----------------- | ----------------------- | ---------- | ----------------------- |
| Актор             | Роль                    | Берен Саат | Ягмур Озден/Дерін Челік |
| Башак Дашман      | Дерін Челік/Ягмур Озден |            |                         |
| Неджат Ішлер      | Рузгар Денізчі          |            |                         |
| Їгіт Озшенер      | Рузгар Денізчі          |            |                         |
| Мерт Фірат        | Емре Арсой              |            |                         |
| Арзу Гамзе Килинч | Шахіка Арсой            |            |                         |
| Зафер Альгоз      | Халдун Арсой            |            |                         |
| Енгін Хепілері    | Хакан Ерен              |            |                         |
| Езгі Еюбоглу      | Джемре Арсой            |            |                         |
| Дільшат Челебі    | Аслі Саглам             |            |                         |
| Зейнеп Оздер      | Аслі Саглам             |            |                         |
| Бурак Давутоглу   | Аділь Челік             |            |                         |
| Може Сіпахі       | Бариш Денізчі           |            |                         |

## Сезони
| Сезон |                     |                 |                |         |                |
| Сезон | День виходу епізоду | Прем'єра сезону | Фінал сезону   | епізоди | Телесезон      |
| ----- | ------------------- | --------------- | -------------- | ------- | -------------- |
| 1     | Четвер 20.00        | 3 січня 2013    | 6 червня 2013  | 22      | 2012-2013 роки |
| 2     | Четвер 20.00        | 12 вересня 2013 | 20 лютого 2014 | 22      | 2013-2014 роки |

## Міжнародні трансляції
| Країна   | Мережа             | Дата прем'єри          |
| -------- | ------------------ | ---------------------- |
| Пакистан | ГЕО Кахані         | 14 вересня 2013 року   |
| Хорватія | RTL                | жовтень 2013 року      |
| Греція   | Мега               | 20 січня 2014 року     |
| Сербія   | AXN Spin           | 3 квітня 2017 року     |
| Болгарія | AXN Білий          | 19 квітня 2017 року    |
| Румунія  | AXN Білий          | 19 квітня 2017 року    |
| Росія    | Sony Channel Росія | 20 листопада 2017 року |
| Чилі     | Мега               | 15 лютого 2021 року    |